# Champlain Hudson Power Express
Le Champlain Hudson Power Express (CHPE) est un projet de ligne de transmission électrique à haute tension en courant continu (HVDC) qui relie la région de Montréal à Yonkers, près de la ville de New York. Les travaux commencés en 2022 doivent être complétés l'automne 2025.
Le projet, proposé par la société canadienne Transmission Developers Inc. (TDI), permet d'acheminer jusqu'à 1 000 mégawatts d'énergie renouvelable — de l'hydroélectricité et de l'énergie éolienne — dans le marché de l'électricité de la métropole américaine. Le coût de construction prévu du projet est estimé à 1,9 milliard de dollars américains pour la section située dans l'État de New York.
Le tronçon québécois de la ligne est construit et exploité par TransÉnergie, la division d'Hydro-Québec responsable du réseau de transport de l'électricité au Québec.

## Contexte
Les tarifs d'électricité dans la région métropolitaine de New York et de Long Island figurent parmi les plus élevés aux États-Unis et selon le département de l'Énergie des États-Unis la métropole est « l'épicentre » de la congestion des réseaux de transport dans l'Interconnexion de l'Est. La situation de congestion du réseau dans la région métropolitaine est compliquée par le fait que cette région consomme les deux-tiers de l'énergie de l'état alors que les installations de production sont principalement situées dans le nord et l'ouest.
Au fil des ans, plusieurs projets ont été proposés afin d'accroître la l'offre de transport électrique vers la région métropolitaine de New York, mais se sont souvent heurtés à la réaction hostile de groupes environnementaux et des communautés situées à proximité des tracés.
Ainsi, la construction d'un câble sous-marin à courant continu de 328 MW, le Cross Sound Cable, a été autorisée afin de relier le Connecticut à Long Island par le détroit de Long Island. Sa mise en service a été retardée d'un an en raison de la contestation du Connecticut. Un autre projet, le Neptune Regional Transmission System a été mis en service au printemps 2007. Le câble de 500 kilovolt d'une longueur de 105 km relie le New Jersey et Long Island et est enfoui sous l'océan Atlantique. Il a une capacité de 660 MW.
Par contre, une ligne de 306 km à courant continu à 400 kilovolts reliant le poste de Rock Tavern, à une centaine de kilomètres au nord de New York, au nœud de Marcy, au centre de l'état, a été minée par des contestations. Proposé en 2006, le projet New York Regional Interconnect (NYRI) d'une capacité de 1 200 MW, a été abandonné par ses promoteurs au début 2009. Le tracé du NYRI a suscité la controverse pendant deux ans en raison de l'opposition de plusieurs groupes de citoyens dénonçant l'impact des pylônes qui auraient traversé leurs communautés.

## Projet
Le projet de TDI, dont le conseil est présidé par l'ancien premier ministre de l'Ontario, David Peterson et dont les principaux bailleurs de fonds sont la banque d'investissement Blackstone Group et la firme de génie-conseil québécoise RSW inc., est annoncé le 23 février 2010.
Lors de son lancement, le CHPE tente d'éviter les difficultés rencontrées par d'autres propositions comme le NYRI, dont les pylônes, hauts de 10 étages, auraient traversé des régions peuplées dans les comtés d'Orange et de Sullivan, suscitant une opposition organisée. Le projet initial de TDI comprenait deux lignes, la première allant à New York, et la seconde, qui aurait bifurqué vers le Connecticut, sous le détroit de Long Island. Le coût total de construction des deux lignes et des postes de conversion en territoire américain s'élèverait à 3,8 milliards de dollars.
Selon le président directeur-général, Donald Jessome, le choix d'un tracé sous-marin permet d'éviter de « déranger des communautés avec des lignes à haute tension aériennes ». Le promoteur ajoute que le câble procure des avantages économiques et environnementaux à l'État, puisque l'énergie alimentant la ligne serait d'origine renouvelable. Il ajoute que des pourparlers sont en cours avec la société Nalcor Energy, qui dispose d'énergie hydroélectrique et qui envisage la construction d'éoliennes.

### Tracé
Le câble projeté aurait une longueur de 571 km entre la frontière canado-américaine et New York. Les deux câbles d'un diamètre de 127 mm seraient enfouis à une profondeur de 91 cm sous le lac Champlain et le fleuve Hudson, entre Albany et Manhattan.
Le câble traverserait d'abord la frontière sous le lac Champlain jusqu'à l'extrémité nord du canal Champlain, à Whitehall. Il sortirait de la rivière sur 3,4 km afin d'éviter trois écluses. En raison de la contamination au BPC d'une partie du fleuve Hudson, un tronçon du câble serait enfoui le long de l'emprise des chemins de fer du Canadien Pacifique et de CSX, sur une distance de 117 km entre les villes de Fort Edward et Selkirk, au sud de la capitale de l'état de New York.
Le câble projeté reprendrait sous le lit du fleuve pour terminer sa course dans un poste de conversion HVDC situé dans la ville de Yonkers. De ce point, le courant serait acheminé à New York par des câbles à courant alternatif.

### Économie et émissions atmosphériques
Dans une analyse économique soumise par le promoteur aux autorités de l'état de New York en juillet 2010, la firme London Economics International soutient que la construction de la ligne permettrait aux consommateurs de l'état de New York d'économiser 8,1 milliards de dollars (de 2010) sur leurs factures d'électricité, entre la mise en service prévue, en 2015, et 2024. De plus, le câble proposé aurait des impacts positifs sur le réseau électrique, puisque l'énergie qui l'alimenterait permettrait de retirer du service les centrales les plus anciennes à New York, qui ont généralement le coût de production le plus élevé. De plus, l'ajout de 1 000 mégawatts de puissance réduirait aussi le coût mensuel de la réserve UCAP dans les zones du sud et de l'est de l'État
La construction de la ligne, qui transporterait 7,64 térawatts-heures d'électricité de sources renouvelables par année, permettrait des réductions des émissions de 6 800 tonnes de SO2, de 10 800 tonnes de NOx et de près de 37 millions de tonnes de CO2 au cours de la première décennie d'exploitation.

### Rôle d'Hydro-Québec
Selon le promoteur, la section québécoise du tracé partirait d'un poste conversion à courant continu construit près du poste Hertel (735-315 kV) d'Hydro-Québec TransÉnergie, près de La Prairie, et rejoindrait la rivière Richelieu par ligne à haute tension aérienne. Elle serait enfouie dans le lit de la rivière jusqu'à sa jonction avec le tronçon américain.
La réaction d'Hydro-Québec et du gouvernement du Québec à l'annonce du projet a d'abord été teintée de scepticisme en raison des investissements de 400 à 500 millions de dollars canadiens qui seraient pour le tronçon québécois. De plus, le CHPE entrerait en concurrence avec un projet de nouvelle ligne à courant continu de 1 200 MW que la société d'État québécoise projette de construire en collaboration avec les distributeurs NStar et Northeast Utilities pour augmenter ses ventes aux états de la Nouvelle-Angleterre,. Commentant le projet, le président directeur-général d'Hydro-Québec, Thierry Vandal, estimait en avril 2010 que le projet était techniquement «très complexe» et son coût «très élevé».
Malgré cet accueil mitigé, le producteur hydroélectrique québécois intervient en mai 2010 en faveur du projet devant la FERC, affirmant que le projet de câble respecte le cadre réglementaire en vigueur aux États-Unis.
En janvier 2013, Hydro-Québec soumet formellement un avis de projet au ministre du Développement durable, de l'Environnement, de la Faune et des Parcs, Yves-François Blanchet, pour la réalisation de la portion québécoise de la ligne. La ligne souterraine de ±320 kV partirait du poste Hertel, près de La Prairie, pour atteindre la frontière américaine en bordure du lac Champlain. Le projet comprend l'installation d'un convertisseur à courant continu au poste Hertel, mais contrairement au volet américain du projet, l'aire d'étude exclut le lit de la rivière Richelieu. En avril 2024, le Conseil mohawk de Kahnawà:ke signe une entente dans laquelle la communauté autochtone devient un partenaire minoritaire dans le tronçon québécois.